# Hours Tour
De Hours Tour was een korte promotionele tournee van de Britse muzikant David Bowie, die in 1999 in Europa en Noord-Amerika gehouden werd. De tournee bestond uit acht concerten en enkele tv-optredens ter promotie van zijn album 'hours...'.
Gitarist Reeves Gabrels, die sinds het eind van de jaren '80 al met Bowie samenwerkte in de band Tin Machine, werd na de show op 23 augustus 1999 in het kader van VH1 Storytellers (deze show werd in 2009 uitgebracht op het album VH1 Storytellers) vervangen door Helmet-oprichter Page Hamilton. Geruchten dat Gabrels en Bowie uit elkaar waren werden oorspronkelijk ontkend, maar in een interview enkele maanden later vertelde de gitarist dat de twee inderdaad uit elkaar waren gegroeid.
De show in Parijs op 14 oktober 1999 was gefilmd en opgenomen en drie nummers verschenen later op de cd-single van "Survive". De show in Wenen op 17 oktober werd live op het internet uitgezonden als webcast en viel samen met de release van BowieNet Europe. Het optreden in New York op 19 november werd ook opgenomen en gefilmd als webcast als onderdeel van de serie American Express Blue Concert, uitgezonden op 7 december. Drie nummers van dit optreden verschenen op de cd-single van "Seven".
De concerten in Parijs op 14 oktober 1999 en in New York op 19 november 1999 zijn opgenomen en respectievelijk in 2020 en 2021 uitgebracht op de livealbums Something in the Air (Live Paris 99) en David Bowie at the Kit Kat Klub (Live New York 99). Deze albums maakten in 2021 ook deel uit van de box set Brilliant Live Adventures.

## Personeel
- David Bowie: zang, akoestische gitaar
- Page Hamilton: gitaar
- Mark Plati: slaggitaar, akoestische gitaar, basgitaar
- Gail Ann Dorsey: basgitaar, slaggitaar
- Sterling Campbell: drums, percussie
- Mike Garson: keyboards, piano
- Holly Palmer, Emm Gryner: achtergrondzang

## Tourdata
| Datum            | Stad          | Land             | Locatie                |
| Noord-Amerika    | Noord-Amerika | Noord-Amerika    | Noord-Amerika          |
| ---------------- | ------------- | ---------------- | ---------------------- |
| 23 augustus 1999 | New York      | Verenigde Staten | Manhattan Center       |
| Europa           |               |                  |                        |
| 9 oktober 1999   | Londen        | Engeland         | Wembley Stadium NetAid |
| 10 oktober 1999  | Dublin        | Ierland          | Dublin HQ              |
| 14 oktober 1999  | Parijs        | Frankrijk        | Élysée Montmartre      |
| 17 oktober 1999  | Wenen         | Oostenrijk       | Libro Music Hall       |
| Noord-Amerika    |               |                  |                        |
| 19 november 1999 | New York      | Verenigde Staten | Kit Kat Klub           |
| Europa           |               |                  |                        |
| 2 december 1999  | Londen        | Engeland         | The Astoria            |
| 4 december 1999  | Milaan        | Italië           | Alcatraz               |
| 7 december 1999  | Kopenhagen    | Denemarken       | Vega                   |

## Gespeelde nummers
Van Hunky Dory (1971)
- "Changes"
- "Life on Mars?"

Van Aladdin Sane (1973)
- "Drive-In Saturday"
- "Cracked Actor"

Van Diamond Dogs (1974)
- "Rebel Rebel"

Van Station to Station (1976)
- "Word on a Wing"
- "Stay"

Van Low (1977)
- "Always Crashing in the Same Car"

Van Lodger (1979)
- "Repetition"

Van Scary Monsters (and Super Creeps) (1980)
- "Ashes to Ashes"

Van Let's Dance (1983)
- "China Girl" (oorspronkelijk van Iggy Pop)

Van Tin Machine (1989)
- "I Can't Read"

Van Earthling (1997)
- "I'm Afraid of Americans"

Van 'hours...' (1999)
- "Thursday's Child"
- "Something in the Air"
- "Survive"
- "If I'm Dreaming My Life"
- "Seven"
- "The Pretty Things Are Going to Hell"

Overige nummers
- "Can't Help Thinking About Me" (non-album single van Bowie uit 1966)